# Corey Williams (cestista 1970)
Corey Williams (Twiggs, 24 aprile 1970) è un ex cestista e allenatore di pallacanestro statunitense, professionista nella NBA.

## Carriera
È stato selezionato dai Chicago Bulls al secondo giro del Draft NBA 1992 (33ª scelta assoluta).